# Maťo Homola
Maťo Homola (ur. 19 lipca 1994 roku w Bratysławie) – słowacki kierowca wyścigowy.

## Kariera
Homola rozpoczął karierę w międzynarodowych wyścigach samochodowych w 2012 roku, od startów w klasie S2000 European Touring Car Cup, gdzie dwukrotnie stawał na podium. Z dorobkiem dwunastu punktów uplasował się na dziewiątej pozycji. Rok w ciągu dziewięciu wyścigów, w których wystartował, odniósł trzy zwycięstwa i ośmiokrotnie stawał na podium. Uzbierane 74 punkty pozwoliły mu zdobyć tytuł wicemistrza w klasie S2000. W 2014 powtórzył ten sukces, kończąc sezon z dorobkiem 93 punktów.